# Princeton (Florida)
Princeton és una concentració de població designada pel cens dels Estats Units a l'estat de Florida. Segons el cens del 2000 tenia 10.090 habitants.

## Demografia
Segons el cens del 2000, Princeton tenia 10.090 habitants, 2.732 habitatges, i 2.341 famílies. La densitat de població era de 530 habitants/km².
Dels 2.732 habitatges en un 52,4% hi vivien nens de menys de 18 anys, en un 56,8% hi vivien parelles casades, en un 22,4% dones solteres, i en un 14,3% no eren unitats familiars. En el 10% dels habitatges hi vivien persones soles el 2,3% de les quals corresponia a persones de 65 anys o més que vivien soles. El nombre mitjà de persones vivint en cada habitatge era de 3,63 i el nombre mitjà de persones que vivien en cada família era de 3,85.
Per edats la població es repartia de la següent manera: un 36,1% tenia menys de 18 anys, un 10,2% entre 18 i 24, un 30% entre 25 i 44, un 17,7% de 45 a 60 i un 6% 65 anys o més.
L'edat mediana era de 28 anys. Per cada 100 dones de 18 o més anys hi havia 92,6 homes.
La renda mediana per habitatge era de 39.556 $ i la renda mediana per família de 41.896 $. Els homes tenien una renda mediana de 32.101 $ mentre que les dones 23.634 $. La renda per capita de la població era de 12.918 $. Entorn del 19,8% de les famílies i el 23,8% de la població estaven per davall del llindar de pobresa.

## Poblacions més properes
El següent diagrama mostra les poblacions més properes.